# Victòria de Calvatone
La Victòria de Calvatone és el nom que es dona a una estàtua de bronze daurat realitzada durant l'Imperi romà. Forma part de la col·lecció d'Antiguitats de Berlín; ara, però, es conserva al Museu de l'Hermitage de Sant Petersburg.

## Descripció
És una estàtua de bronze d'1,70 m d'alçada d'una figura femenina esvelta. Segons la interpretació tradicional, representa la dea romana alada de la Victòria, dempeus sobre un globus i en un moviment de dansa, a la manera de les mènades gregues. Duu un quitó, la cama esquerra es col·loca cap endavant i sobreïx de la roba. Té una pell de pantera lligada a l'espatla esquerra, fixada a l'alçada del maluc amb una corretja. El braç dret l'estira cap endavant -no se sap si sostenia una corona a la mà- mentre que l'esquerre sosté una branca de palma. El cap de l'estàtua, en canvi, està inspirat en models del període clàssic (segle V ae) i mira lleugerament cap a la dreta. Els cabells es mantenen a lloc amb una bena embolicada al voltant del cap i lligada al front.
El globus porta la inscripció "Victoriae Aug (Utorum) / Antonini i Veri / M (Arcus) Satrius Maior" (La victòria [ Victòria ] dels emperadors (Marc Aureli) Antoní i (Luci Aureli) Verus, Marc Satri Major). Segons la inscripció, l'obra es va elaborar durant el regnat conjunt dels emperadors Marc Aureli i Luci Ver, és a dir, entre el 161 i el 169. Simbolitza la victòria i la reivindicació del poder de tots dos governants i es deu referir a la reeixida Guerra Parta de Luci Ver, que va durar del 161 al 166. Això també podria estar indicat pel fet que la Victòria no es representa de manera típica, sinó a la manera de les mènades, és a dir, les companyes de Dionís. Després d'acabar la campanya, Luci Ver va ser celebrat com a νέος Διόνυσος ("Nou Dionís"), una al·lusió a la campanya mítica del déu a l'Orient. La representació de la pell de pantera sobre el personatge també és segurament una referència simbòlica a l'Orient.
El reestudi de l'obra d'art del 2016 al 2019 va conduir a una interpretació diferent. Se n'adonaren que les ales completades modernament no devien existir en l'original. Per tant, es va pensar que l'estàtua s'hauria d'interpretar com una representació de la dea Diana en lloc de Victòria, en les estàtues de la qual es troben més comunament pells de pantera.

## Història

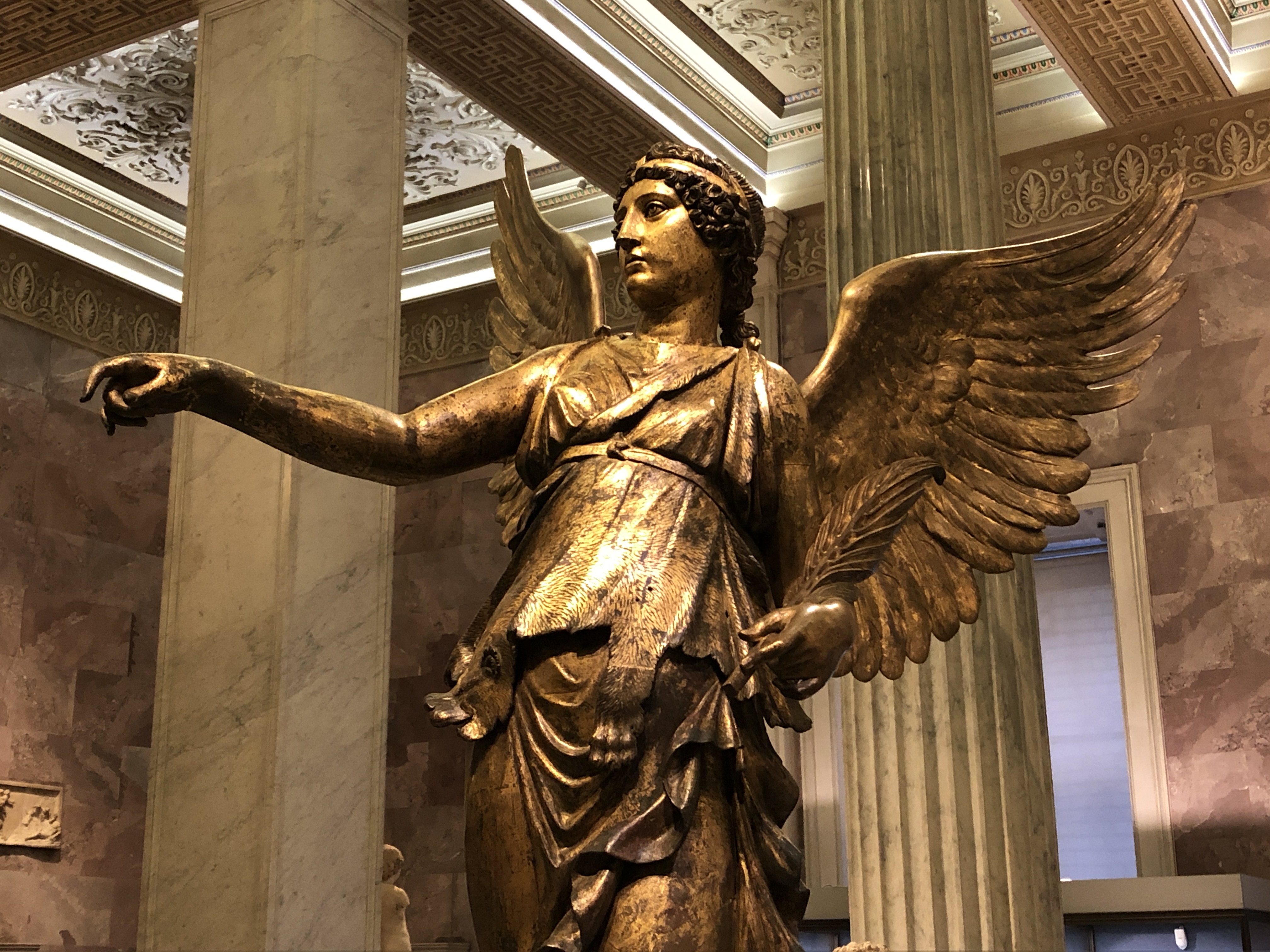
Detall de la Victòria de Calvatone

El 1836, l'estàtua fou descoberta en quatre trossos a prop de Calvatone, a la rodalia de Cremona, a Itàlia. Uns llauradors en van descobrir el cap mentre treballaven a la propietat de Luigi Alovisi. Aquest els va animar a cercar més trossos, i llavors es va descobrir el cos, el globus i el braç dret. Els trossos trencats es muntaren; les parts perdudes restants les completaren restauradors alemanys. Aquests afegits moderns són el braç esquerre des de l'espatla incloent-hi la branca de palma, la cama esquerra, la punta del nas, part de la galta esquerra, un dels flocs de cabell, ales i nusos de la peça de vestir a les espatles. La cua de pell de la pantera s'ha trencat. El daurat encara estava en bon estat quan es va trobar i també s'afegí a zones que es van acabar més tard.
Gustav Friedrich Waagen, llavors director de la Pinacoteca de Berlín, va adquirir la Victòria de Calvatone el desembre del 1841 per al Museu Reial de Berlín, en què s'exposà fins al tancament del museu a causa de la guerra del 1939. Durant aquest període, se'n feren unes còpies que es dugueren, entre altres llocs, a Berlín, Roma, Cremona i Moscou. Després del 1941, per protegir-la dels bombardeigs aeris, l'original es traslladà amb la resta a les voltes de la Nova Casa de la Moneda del Reich i s'hi emmagatzemà. La Victòria de Calvatone es considerava desapareguda des del final de la Segona Guerra Mundial. Tanmateix, com es va saber el 1946, un expert rus en art antic la seleccionà específicament per portar-la a Rússia. Ja allà, fou atribuïda erròniament al Departament d'Escultura Francesa del Segle XVII i emmagatzemada en un dipòsit especial a l'Hermitage. Com a part de la recerca històrica del museu i les anàlisis de conservació fetes per especialistes russos, l'obra s'identificà correctament. El 2016, uns científics russos van publicar que era un bé cultural dels museus de Berlín que havia estat "desplaçada per la guerra". El president de la Fundació del Patrimoni Cultural Prussià, Hermann Parzinger, i el director general de l'Hermitage, Mikhail Piotrovsky, acordaren tractar científicament junts l'escultura i restaurar-la pel seu mal estat. Acabada la restauració, l'obra es va presentar de nou al públic com a part de l'exposició especial La Victòria de Calvatone: el destí d'una obra mestra, a l'Hermitage del 7 de desembre del 2019 al 8 de març del 2020.

## Galeria d'imatges

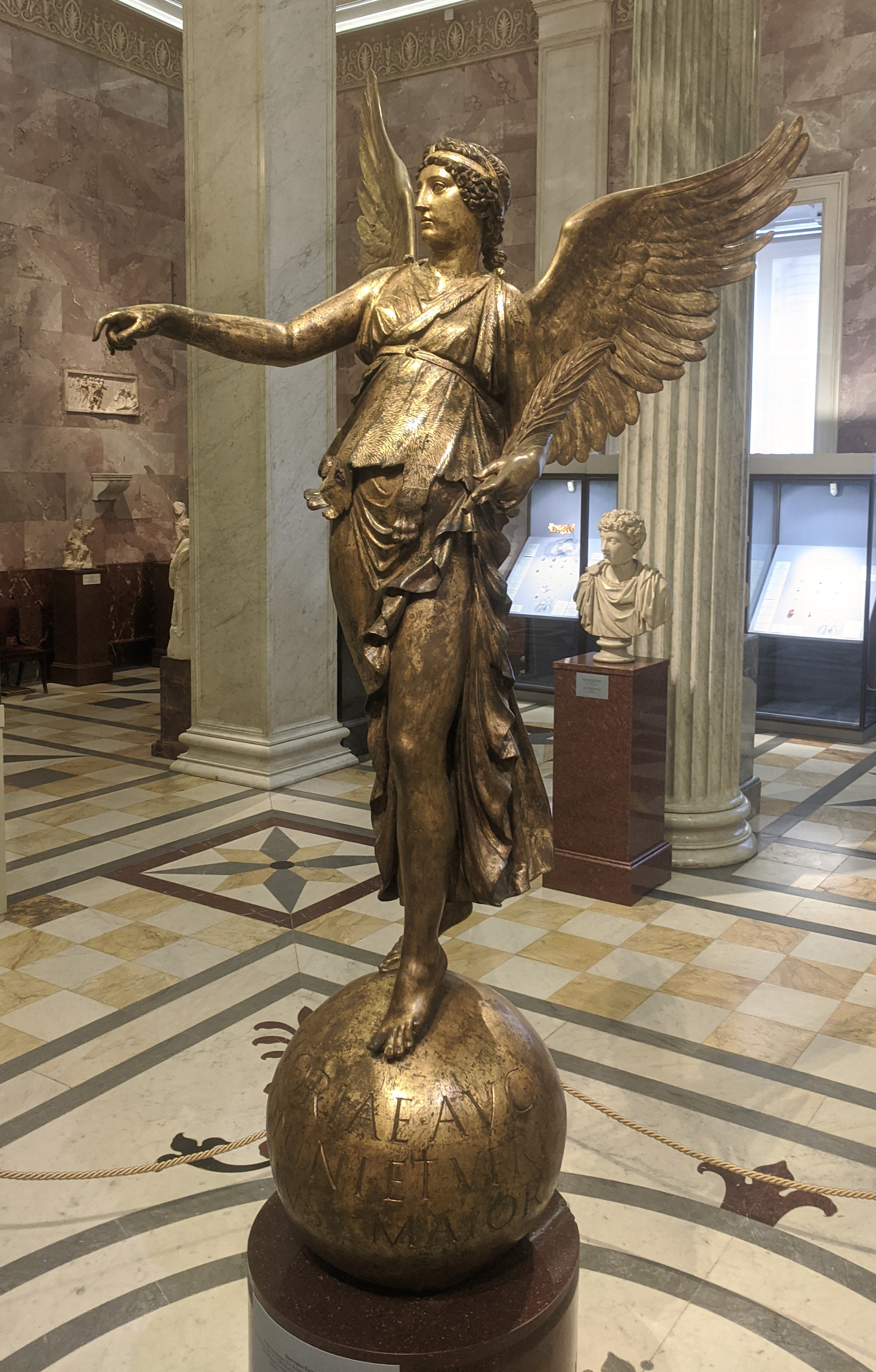
La Victòria de Calvatone
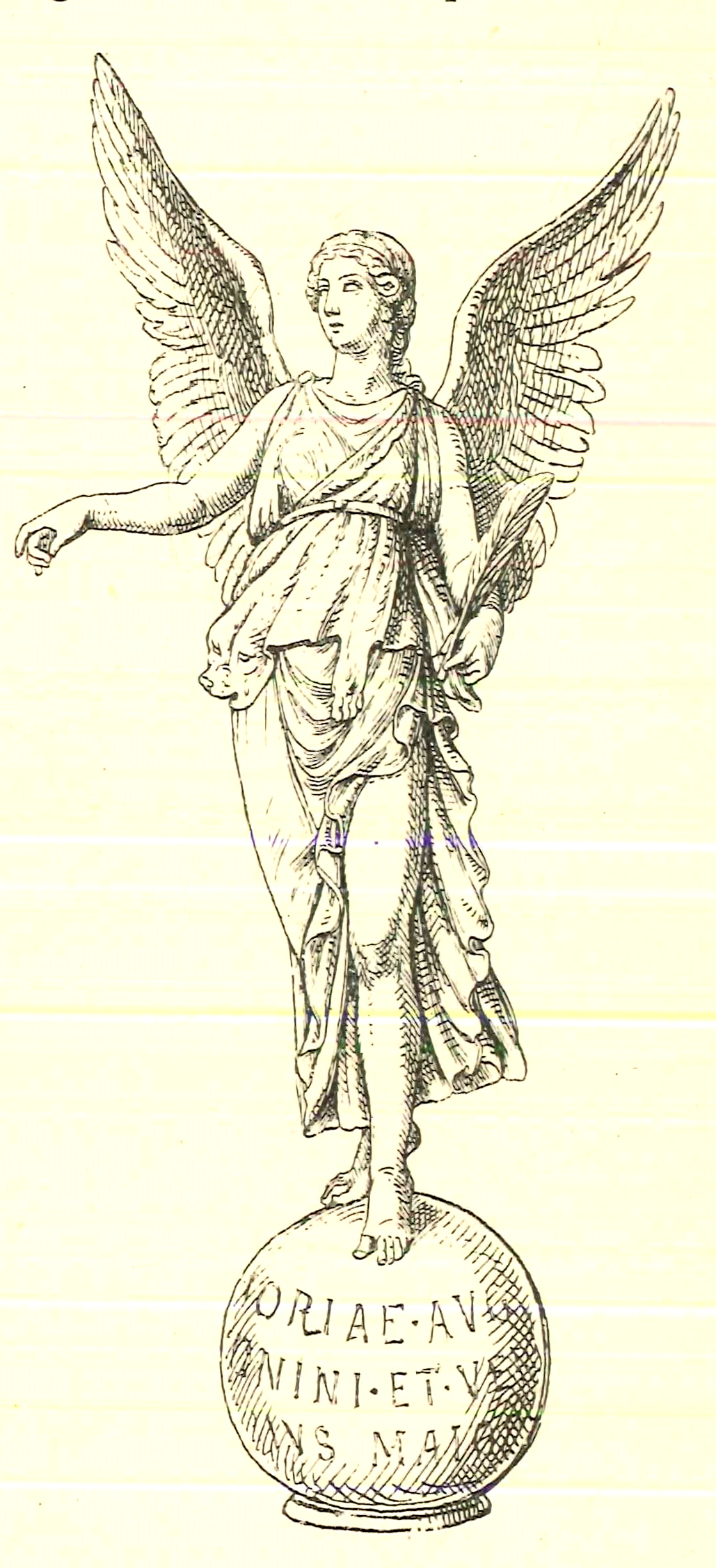
Dibuix de la Victòria de Calvatone